# Rödstrupig guan
Rödstrupig guan (Pipile cujubi) är en fågel i familjen trädhöns inom ordningen hönsfåglar.

## Utseende och läte
Rödstrupig guan är en stor (69–76 cm) svartvit guan med en röd dröglapp. Underarterna varierar i storleken på dröglappen och mängden vitt i huvudtofsen. Andra arter i släktet har annorlunda mönster i ansiktet och/eller färg på dröglappen. Sången består av en stigande serie klara visslingar. Vid gryning utförs ett spel där vingbuller hörs.

## Utbredning och systematik
Rödstrupig guan delas in i två underarter med följande utbredning:
- Pipile cujubi cujubi – förekommer i skogar i västra Amazonområdet i Brasilien, från Rio Madeira till norra Pará
- Pipile cujubi nattereri – förekommer från västra Amazonområdet i Brasilien till allra nordöstligaste Bolivia

## Levnadssätt
Arten hittas i tropiska skogar, framför allt utmed floder, där den ibland kan uppträda i flockar om upp till 30 individer. Liksom andra guaner är den huvudsakligen trädlevande, men kan också ta sig ner till marken.

## Status
Arten minskar kraftigt till följd av jakt och skogssavverkningar, så pass att Internationella naturvårdsunionen IUCN anser den vara utrotningshotad, kategoriserad som sårbar.